# 647
647 је била проста година.

## Догађаји
- Битка код Суфетула

- Византијско-арапски ратови: Арапска војска (20.000 људи) под командом Абдулаха ибн Сада врши инвазију на Византијски егзархат Африке. Осваја Триполитанију и град Суфетула, 150 миља (240 км) јужно од Картагине.
- Самопроглашени цар Григорије Патриције убијен је током арапске инвазије на Суфетулу. Африка се враћа царској оданости након његове смрти, али темељи византијске владавине су фатално подривени.
- Цар Таизонг из династије Танг шаље кинеску мисију да проучава индијске технике производње шећера, у Бихару у долини Ганга.
- Таизонг успоставља кинеску војну владу да пацификује бившу територију Сјуејантуо, која се протеже до планина Алтаја на западу.
- Цар Харша, владар северне Индије, умире после 41-годишње владавине. Његово краљевство се распада на мање државе.
- Јиндеок постаје краљица корејског краљевства Сила након смрти краљице Сеондеок.
- Астрономска опсерваторија од каменог торња у Гиеонгјуу изграђена је у Сили (Јужна Кореја).